# Cetnar (herb szlachecki)
Cetnar (Przerowa odmienna) – polski herb szlachecki z indygenatu, odmiana herbu Przerowa.

## Opis herbu
Opis stworzony zgodnie z regułami współczesnego blazonowania:
W polu czerwonym chorągiew złota ze złamanym drzewcem. Klejnot nieznany.

## Najwcześniejsze wzmianki
Indygenat Balcerowi Cetnarowi ze Śląska z 1598 roku.

## Herbowni
Jedna rodzina herbownych:
Cetnar.